# 格雷格·格兰特
格雷戈里·艾伦·格兰特（英語：Gregory Alan Grant，1966年8月29日—），美国NBA联盟前职业篮球运动员。他在1989年的NBA选秀中第2轮第52顺位被菲尼克斯太阳选中。